# Bezzia turkmenica
Bezzia turkmenica är en tvåvingeart som beskrevs av Glukhova 1979. Bezzia turkmenica ingår i släktet Bezzia och familjen svidknott.
Artens utbredningsområde är Turkmenistan. Inga underarter finns listade i Catalogue of Life.